# Semiothisa semitecta
Semiothisa semitecta là một loài bướm đêm trong họ Geometridae.